# Kugelbahn

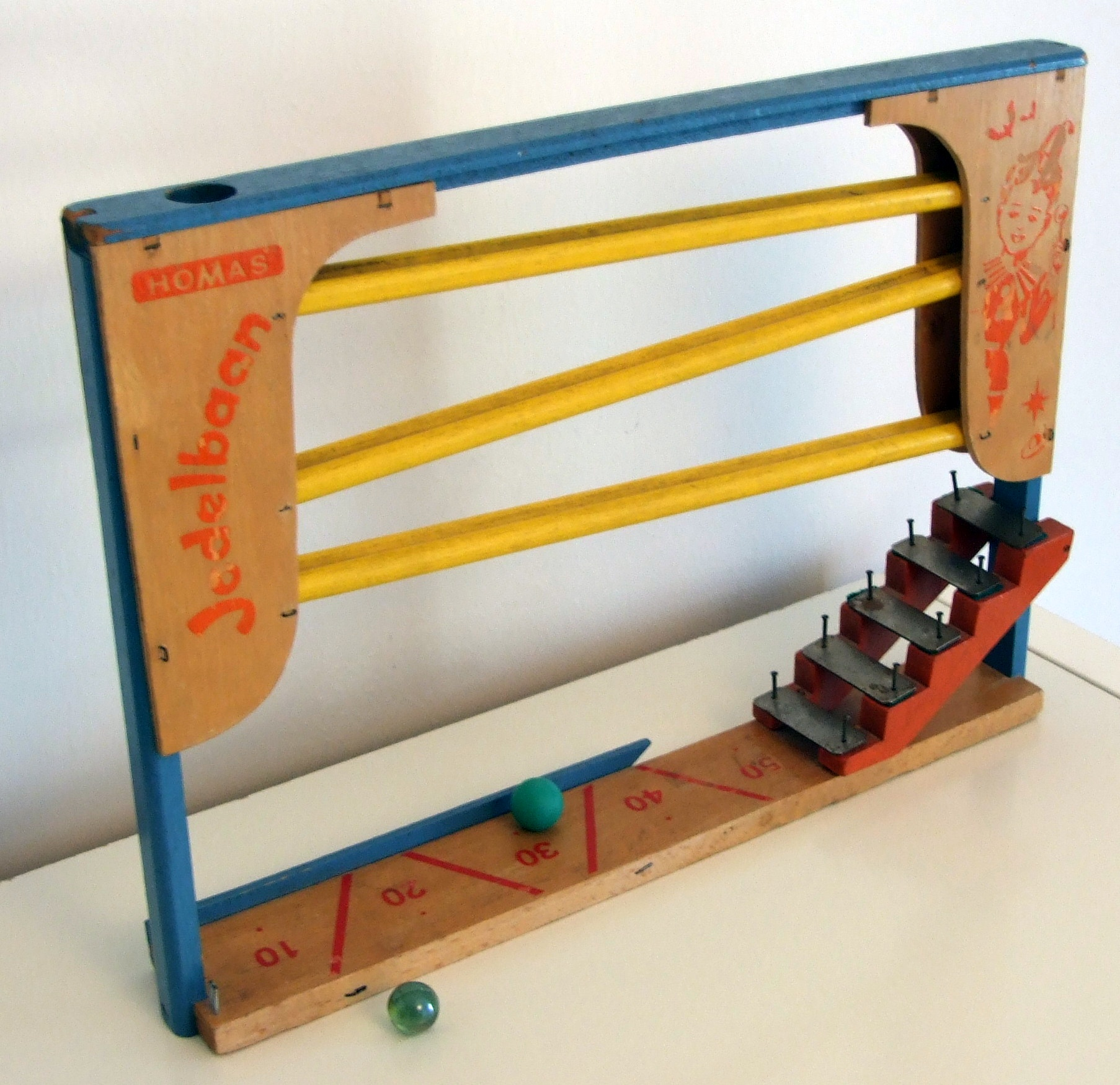
Eine Murmelbahn mit stufig angeordnetem Glockenspiel

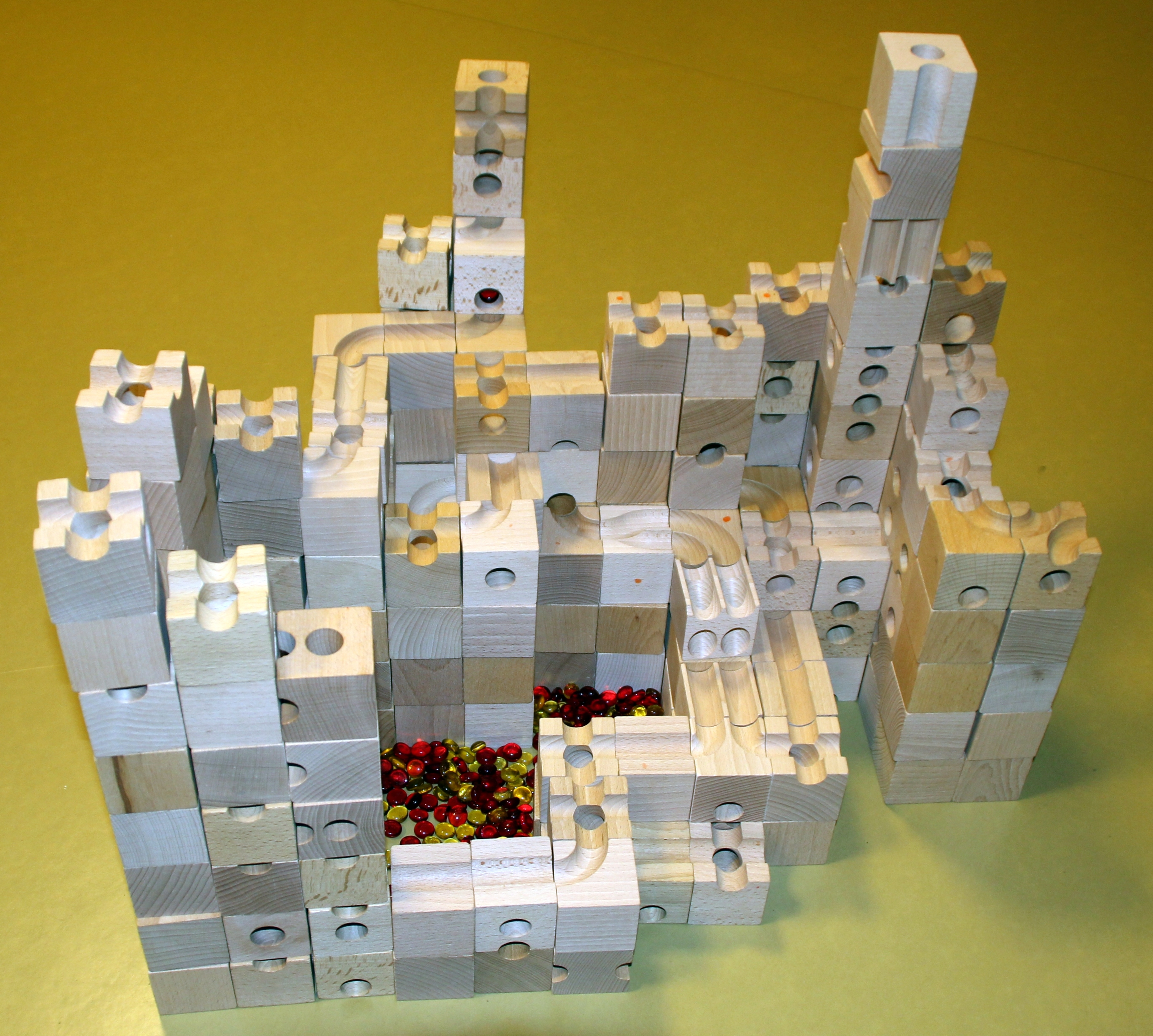
Cuboro-Bahn

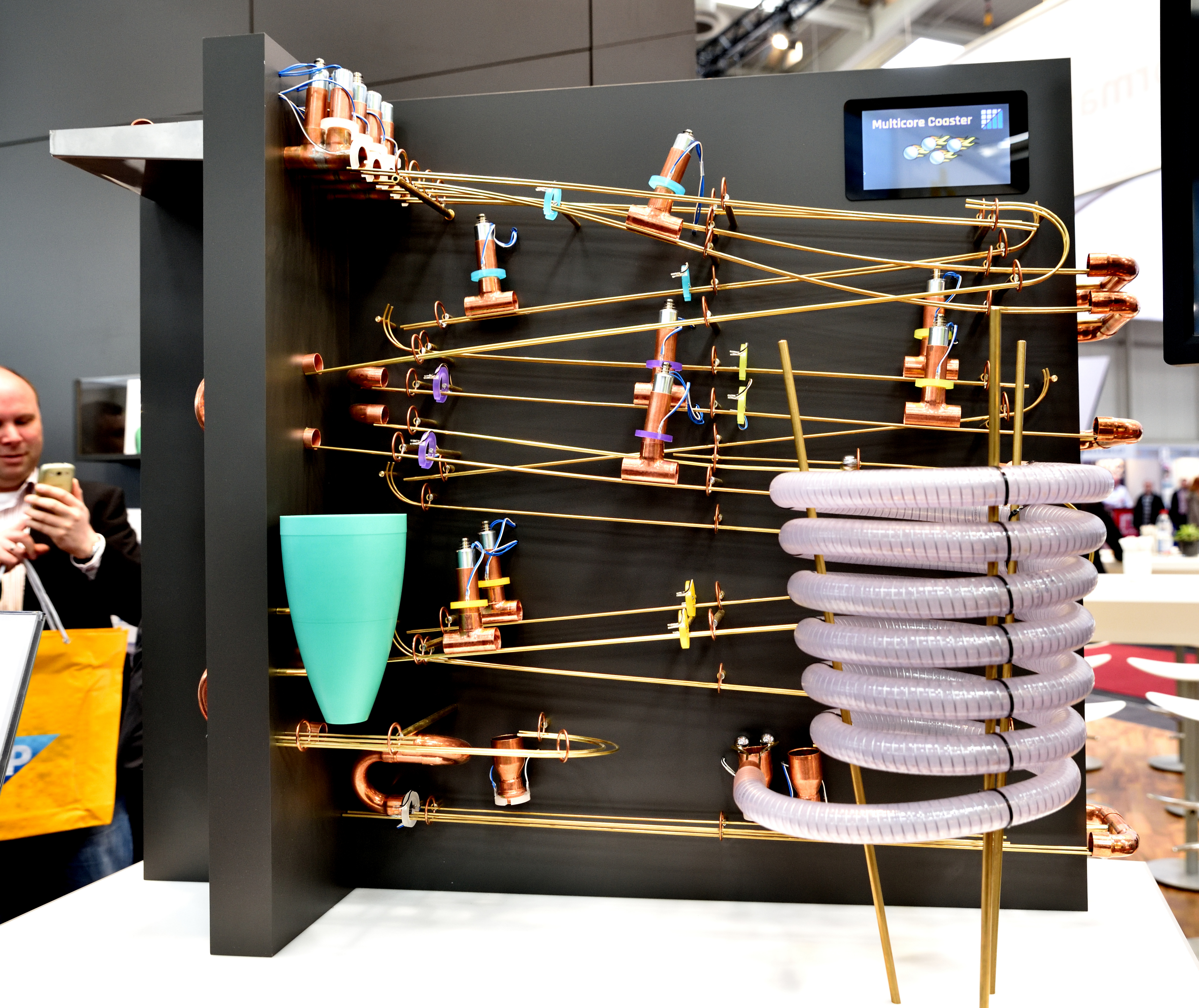
Kinetische parallele Kugelbahn bei der CeBIT 2016

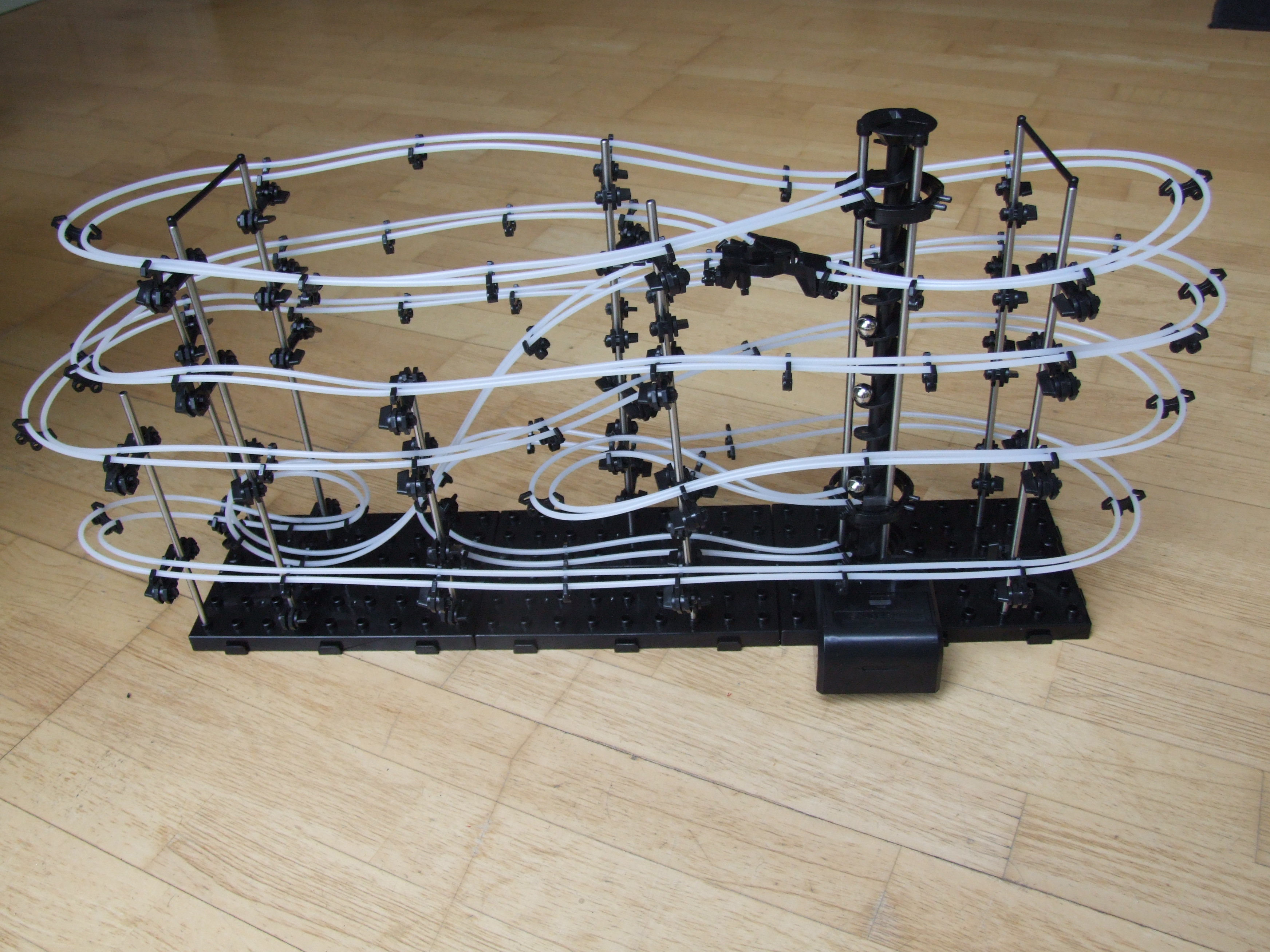
Kugelbahn mit Weiche und motorbetriebenem Aufzug

Eine Kugelbahn oder Murmelbahn ist eine Konstruktion aus Holz, Papier, Kunststoff oder Metall, bei der eine Kugel (oft eine Murmel) allein aufgrund der Schwerkraft einen vorgegebenen Parcours durchläuft. Im Auslauf befindet sich bei manchen Modellen eine kleine Glocke, welche von der passierenden Kugel angeschlagen wird, oder auch ein stufig angeordnetes Glockenspiel, zumeist mit den fünf Stäben einer Quinte. 

## Einsatzbereiche
Kugelbahnen dienen meist als Spielzeug, werden gelegentlich aber auch zur spielerischen Erforschung physikalischer Gesetzmäßigkeiten, als Element in Ausstellungen (Science Center) oder als Kunstobjekt (kinetische Kunst) eingesetzt. Nebst fix montierten Kugelbahnen existieren auch variable Kugelbahnsysteme, welche konstruktive Fähigkeiten schulen sollen.

## Pädagogischer Wert
Beim Umgang mit einer Kugelbahn werden spielerisch Wahrnehmung, kognitive Fähigkeiten und Motorik von Kindern gefördert. Durch das Konstruieren und Spielen kommt es u. a. zu Verbesserungen der Raumwahrnehmung, des logischen Denkens, der Auge-Hand-Koordination und der visuellen Wahrnehmung. Daneben wirkt das Spiel mit einer Kugelbahn auch beruhigend und vermittelt Erfolgserlebnisse und somit Selbstsicherheit.

## Spezielle Kugelbahnen
Bei manchen Kugelbahnen rollt die Kugel ständig abwärts. Gängig sind aber auch Bahnen, bei denen die Kugel zeitweise waagerecht rollt, beispielsweise die Quadrilla-Kugelbahn oder Cuboro. Auch Kugelbahnen, mit denen unterschiedlichste Melodien konstruiert und komponiert werden können, sind auf dem Markt (beispielsweise HABA Kullerbü – Kugelbahn Melodie-Domino oder Xyloba). Damit wird neben den bereits erwähnten Fähigkeiten auch der Umgang mit Musik gefördert.
Bei der mit dem Goldenen Schaukelpferd 2011 ausgezeichneten „Wandkugelbahn“ haften die magnetischen Buchenholz-Elemente an jeder magnethaftenden Wand (Magnetboards, Kühlschrank, Weißblech etc.).
Mit Kugelbahnsystemen aus verschiedenen Komponenten wie Bodenplatten, flexiblen Kunststoffrohren, Metallstützen, Wippen, Weichen und motorbetriebenen Aufzügen (wie beispielsweise GraviTrax) lassen sich sehr komplexe Kugelbahnen aufbauen. Je nach eingestellten Neigungen und Bahnverlauf rollt die Kugel schneller oder sehr langsam über die Bahn. Steilstrecken und Loopings lassen sich mit den Kunststoffrohren leicht gestalten. Sie ermöglichen besonders rasante Kugelfahrten. Mehrere Kugeln können gleichzeitig auf der Bahn in Bewegung sein.